# Steinkreis von Inchireagh
 Der Steinkreis von Inchireagh liegt im Townland Inchireagh (irisch An Inse Riabhach) zwischen Kinrath und Derrynacaragh, nordwestlich von Dunmanway im County Cork in Irland.

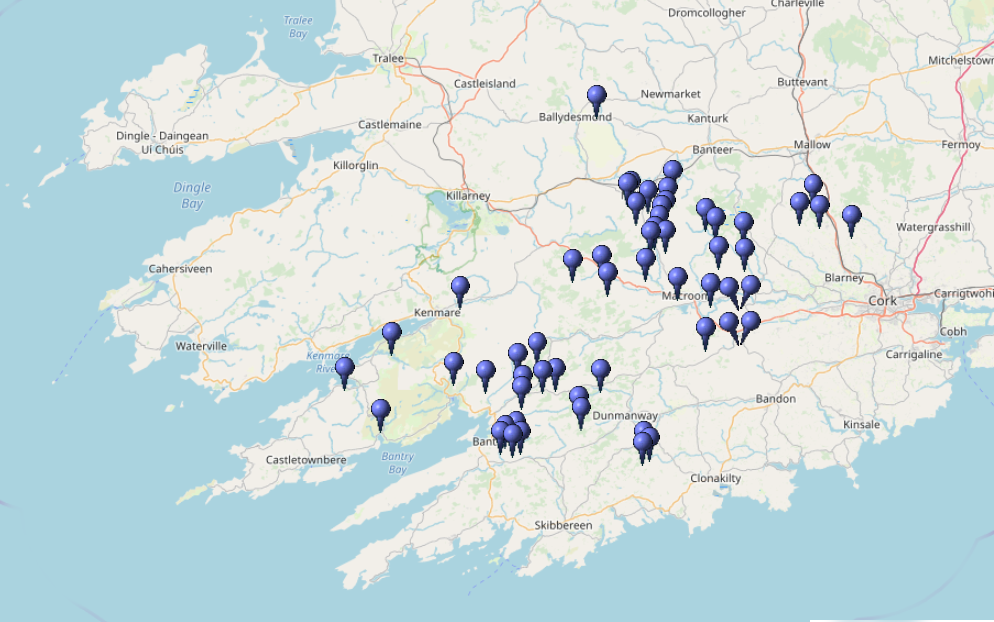
Fünfsteinigen Kreise

Der Fünf-Stein-Kreis (englisch Five-stone Circle) liegt auf einer Weide in der Nähe des Quellgebietes des River Bandon. Er ist komplett, aber der nördliche Eingangstein und zwei weitere Steine sind nach innen gefallen. Das Innere ist mit kleinen Feldsteinen angefüllt. Der nicht perfekt runde Steinkreis hat fünf aufrechte Steine und einen gefallen, bei einem Durchmesser von etwa 3,0 Metern. Der liegende Stein ist im Westen ist 45 cm hoch, 75 Zentimeter breit und 33 cm dick. Der größte Stein liegt auf der Südseite und ist 95 cm hoch, 65 cm breit und 55 cm dick. Alle anderen großen Steine im Kreis haben eine Höhe von 80–85 cm. Der Stein im Nordosten lehnt sich an den Stein gegenüber dem Liegenden.